# Delma concinna
Delma concinna är en ödleart som beskrevs av  Arnold Girard Kluge 1974. Delma concinna ingår i släktet Delma och familjen fenfotingar. Inga underarter finns listade i Catalogue of Life.
Arten förekommer nära havet i sydvästra delen av delstaten Western Australia i Australien. Honor lägger ägg.